# Поттым
Поттым — река в России, протекает по Ханты-Мансийскому АО. Устье реки находится в 32 км по левому берегу реки Сеуль. Длина реки составляет 80 км, площадь водосборного бассейна 675 км².

## Данные водного реестра
По данным государственного водного реестра России относится к Нижнеобскому бассейновому округу, водохозяйственный участок реки — Обь от впадения Иртыша до впадения реки Северная Сосьва, речной подбассейн реки — бассейны притока Оби от Иртыша до впадения Северной Сосьвы. Речной бассейн реки — (Нижняя) Обь от впадения Иртыша.
Код объекта в государственном водном реестре — 15020100112115300018934.